# Anomaluridae
Anomaluridae là một họ động vật gặm nhấm được tìm thấy ở Trung Phi. Chúng được biết đến là anomalure hay sóc đuôi lông. Bảy loài còn sinh tồn được phân thành ba chi. Đa số có sắc lông rực rỡ. Họ này được Gervais miêu tả năm 1849.
Tất cả các loài trong họ này trừ sóc đuôi lông Cameroon đều có màng giữa chân trước và chân sau giống như sóc bay, nhưng chúng không có quan hệ họ hàng với các loài sóc bay của tông Petauristini thuộc Họ Sóc (Sciuridae). Chúng được phân biệt bởi hai hàng vảy nhọn, nhô lên ở mặt dưới đuôi của chúng. Giải phẫu đầu của chúng khá khác biệt so với đầu các loài sóc bay trong Họ Sóc.
Đa số các loài họ này nghỉ ngơi vào ban ngày trong các hốc cây rỗng, với số lượng lên đến vài chục con trên một cây. Chúng chủ yếu là động vật ăn thực vật, và có thể di chuyển đến 6 km (3,7 dặm) từ cây chúng nơi chúng nghỉ ngơi để tìm kiếm lá, hoa hoặc quả, mặc dù chúng cũng ăn một lượng nhỏ côn trùng. Chúng sinh những lứa lên đến ba con, những con được sinh ra có sẵn lông và năng động.
Chúng đại diện cho một trong những sự tiến hóa độc lập của khả năng lướt ở động vật có vú. Những loài khác bao gồm các loài sóc bay thực sự của lục địa Á-Âu và Bắc Mỹ, chồn bay của Đông Nam Á, và thú có túi biết lượn trong phân bộ Phalangeriformes của Úc.

## Phân loại
- Họ Anomaluridae
  - Phân họ Anomalurinae (sóc đuôi lông lớn)
    - Chi Anomalurus
      - Anomalurus beecrofti; sóc bay Beecroft
      - Anomalurus derbianus; sóc bay đuôi lông Lord Derby
      - Anomalurus pelii; sóc bay Pel
      - Anomalurus pusillus; sóc đuôi lông lùn

  - Phân họ Zenkerellinae (sóc đuôi lông nhỏ)
    - Chi Idiurus
      - Idiurus macrotis; sóc bay đuôi lông tai dài
      - Idiurus zenkeri; sóc bay đuôi lông lùn

    - Chi Zenkerella
      - Zenkerella insignis; sóc đuôi lông Cameroon

## Hình ảnh

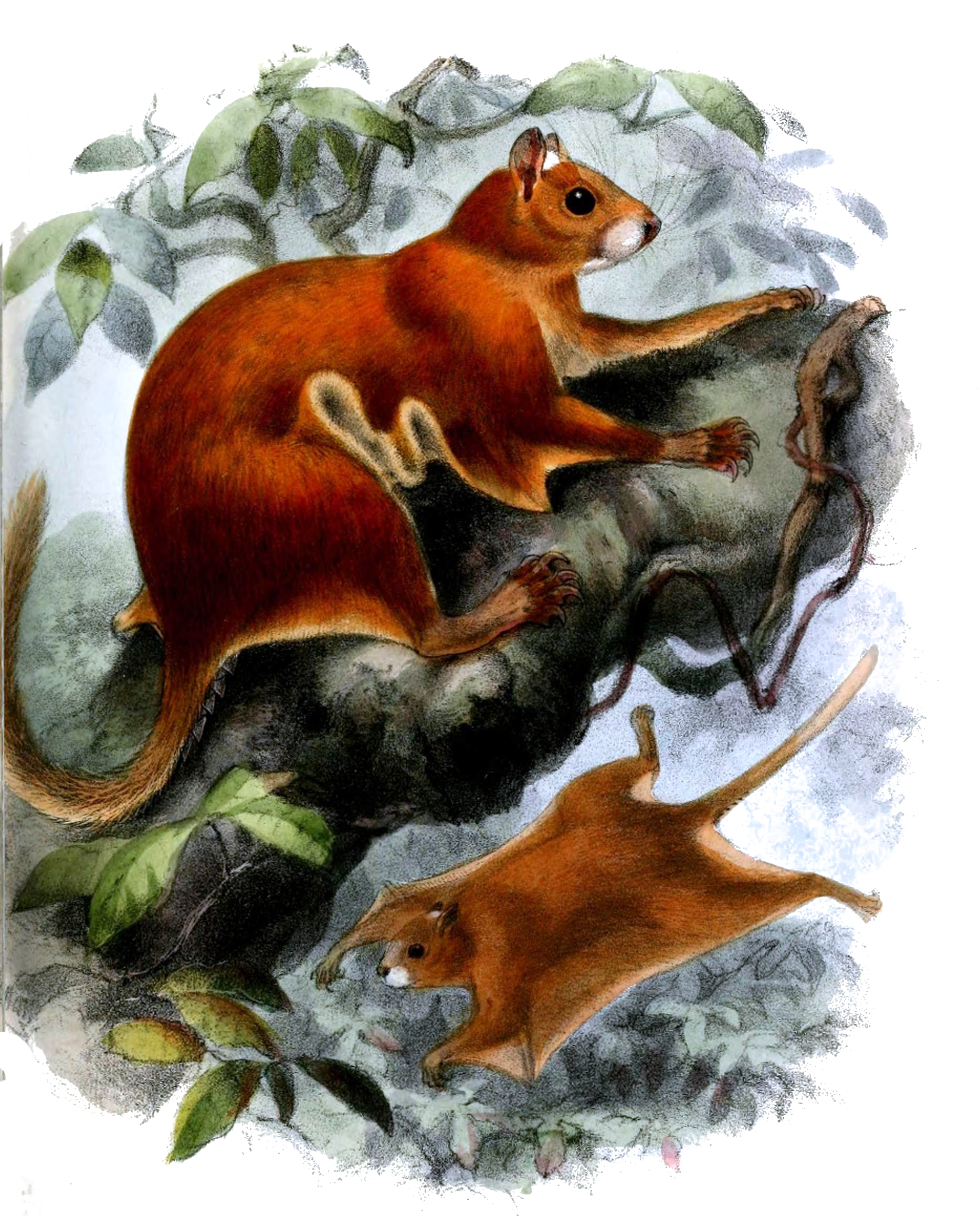
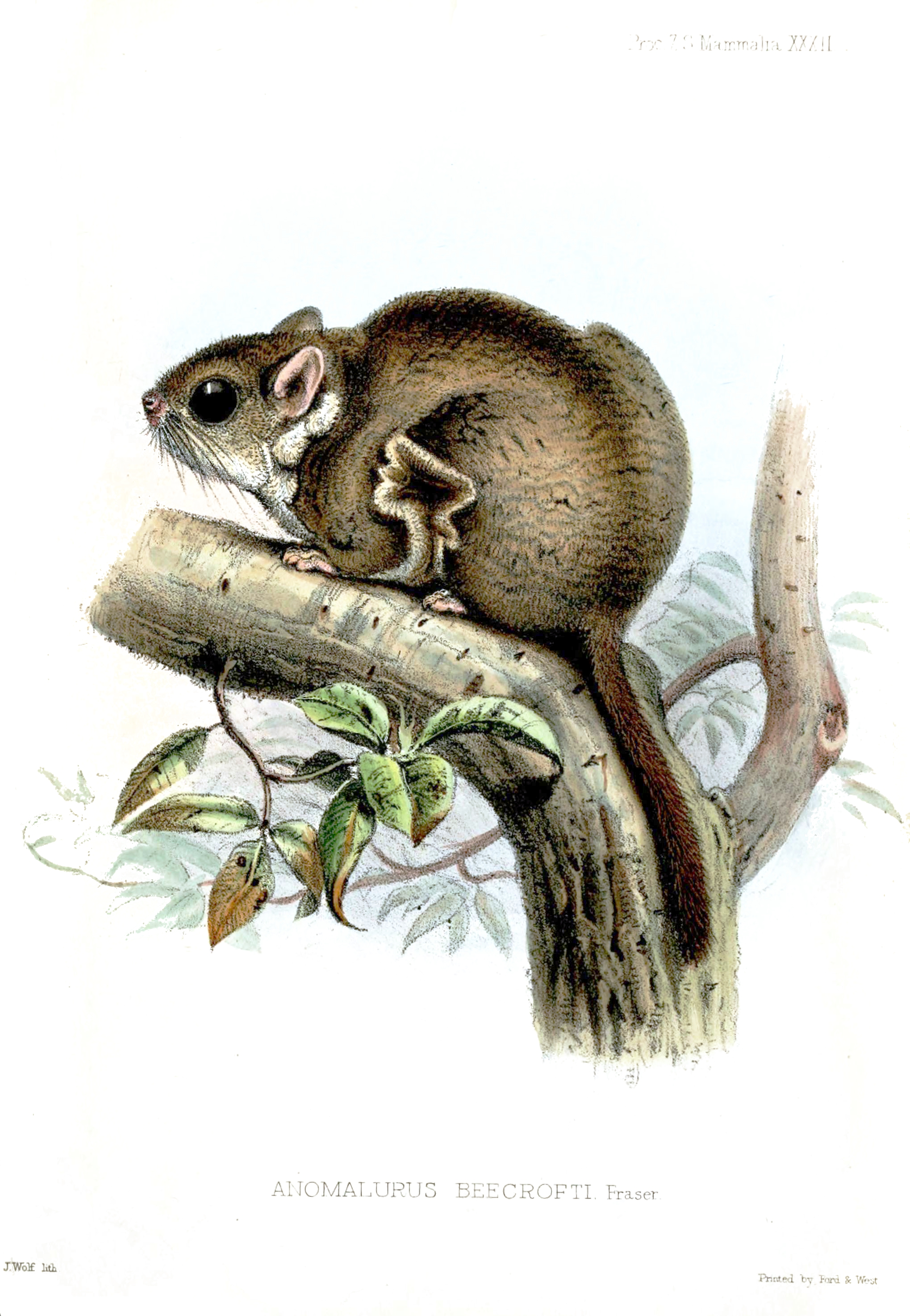